# 安条克围城战
安条克围城战（法語：Siège d'Antioche）发生在1097年和1098年的第一次十字军东征期间。1097年10月21日至1098年6月2日期間，十字军对穆斯林控制的城市安条克發動围攻。安条克位于十字军前往巴勒斯坦的路线上的战略位置。补给、增援和撤退都可以由该城控制。駐守在安条克的穆斯林总督亚吉·西扬预料到会遭到十字軍攻击，於是开始储备粮食，并向外求援。 
十字军于10月21日抵达城外，並开始攻城。12月29日，安條克守军出兵未果。由於安條克守軍實行堅壁清野，十字军被迫到更远的地方寻找补给。12月31日，一支2万人的十字军遭遇來自大马士革的杜卡克率领的一支前往安條克的救援军队，并将其击败。随着围攻的进行，十字軍的补给逐渐消耗殆盡，1098年初，七分之一的十字军士兵因饥饿而死亡，有些十字軍士兵开始逃亡。由阿勒颇的法赫尔·穆尔克·拉德温指挥的第二支救援部队開始前往安條克增援，並于2月9日抵达安條克。和之前的杜卡克军队一样，它也被十字軍擊敗。6月3日，安條克大部分地區被十字軍攻占，但城堡仍在穆斯林守军手中。趕來增援的穆斯林將領摩苏尔的卡布卡开始围攻十字軍佔領下的安條克，围攻时间从1098年6月7日持续到28日。後來十字军出城与克博加的军队交战，并成功击败了他们。在得知克博加的軍隊被击溃後，最後留在安條克城堡里的穆斯林守军向十字軍投降。 

## 註腳
1. ↑  France 1996，第261頁
2. ↑  Asbridge 2004，第233頁
3. ↑  Asbridge 2004，第160頁
4. ↑  France 1996，第224頁
5. ↑  Asbridge 2004，第171頁
6. ↑  Asbridge 2004，第181頁
7. ↑  France 1996，第246頁
8. ↑  Asbridge 2004，第204頁
9. ↑  Rubenstein 2011，第206頁